# آدم والاس
آدم والاس (بالإنجليزية: Adam Wallace)‏ (5 أكتوبر 1981 في المملكة المتحدة - ) هو لاعب كرة قدم بريطاني في مركز الهجوم. لعب مع نادي ساوثيند يونايتد ونادي سالزبري سيتي ونادي سلاو تاون وBasingstoke Town F.C. ‏ وFleet Town F.C. ‏ وWindsor & Eton F.C. (1892) ‏.

## وصلات خارجية
- آدم والاس على موقع قاعدة بيانات كرة القدم.إي يو (الإنجليزية)
- آدم والاس على موقع Soccerbase.com (لاعب) (الإنجليزية)